# Hellvi hjelmfragmenterne
Hellvi hjelmfragmenterne eller Hellvi øjenbrynet er et dekoreret øjenbryn fra en hjelm, der stammer fra vendeltiden. Det består af to fragmenter der hver er ca. 4 cm; en bue der er fremstillet af jern, der er dekoreret med sølvbånd og et stykke der ender i et dyrehoved støbt i bronze. Øjenbrynet blev doneret til Statens historiska museum i november 1880 sammen med adskillige andre genstande, der alle siges at stamme fra en grav ved Hellvi på Gotland.
Øjebrynet er dateret til mellem 550-600, og har sandsynligvis siddet på en hjelm med en kam øverst, som har været udbredte i både England og Skandinavien i perioden. Der er blevet gjort adskillige funde af dekorerede øjebryn fra hjelm som bl.a. Sutton Hoo-hjelmen og Broahjelmen. Hellvi-fragtmenterne er et blandt flere eksempler af dekorerede øjenbryn der er fundet uden resten af hjelmen, hvilket også inkluderer Lokrume hjelmfragmentet fra Gotland, og Gevninge hjelmfragmentet fra Danmark.